# Кударцы
Куда́рцы (осет. къуыдар, къуыдайрæгтæ; ед. ч. — къуыдайраг) — этнографическая группа южных осетин, исторически населяющая Кударское ущелье на северо-западе Южной Осетии.
От северных иронцев отличаются своеобразным кударо-джавским говором кударского диалекта, который иногда выделяют в особое наречие осетинского языка. Кударцы являются основным государствообразующим этносом Южной Осетии.

## Этимология
Кударцы, предположительно, были упомянуты в Армянской географии VII века («Ашхарацуйц») в форме Kowdētk (где последний -k — арм. формант множественного числа, а -ēt- — груз. топоформант). Локализация этнонима совпадала с современной.
Для объяснения этимологии топо- и этнонима Къуыдар были даны разные предположения. Хугаев В., соглашааясь с выдвинутой А. Т. Агнаевым точкой зрения, сопоставляет этноним къуыдар с памирским топонимом Kudar — названием реки и ущелья, которое при членении на K’wy + dar связано, с его точки зрения, в первой части с персидским kuh «гора», а во второй — персидским dar «дверь».
Юрий Дзиццойты, подвергая критике остальные версии, предложил своё понимание происхождения этнонима от самоназвания древних скифов (из скиф. *skuda/*skuta/*skuδa). Как он считает, в процессе последующего развития по фонетическим законам осетинского языка слово видоизменилось и стало уже употребляться с суффиксом -ар и без начального с- в качестве топонима, от которого уже вновь появился соответствующий этноним.

### Современное восприятие этнонима
С началом становления государственности в составе СССР в послереволюционный период и с очередным витком развития литературного общеосетинского языка среди многочисленных этногрупп осетин были намечены естественные консолидирующие процессы, которые способствовали их довольно быстрому сближению между собой и стиранию различий между ними. Однако ныне этот процесс ещё нельзя называть завершённым, так как внутри осетин всё ещё существуют несколько крупных этнических групп, сложившихся в течение XX века из более мелких.
По мнению некоторых учёных, в древности этноним «кударцы» распространялся значительно шире нынешнего понимания и охватывал территорию расселения средневековых двалов (современных кударцев, джавцев, туальцев и урс-туальцев). В наше время это отражено в говорах северных осетин, которые до сих пор называют «кударцами» всё население современной Южной Осетии, а иногда и Наро-Мамисонской котловины.

## Происхождение
По мнению Вахушти Багратиони кударцы ведут своё происхождение от двалов.

…и кроме того, жители Большой Лиахвы, Малой Лиахвы, Ксанис-хеви и Кударо тоже суть двальцы, выселившиеся туда из этой Двалетии…

## История
До присоединения Осетии к Российской империи осетины замкнуто жили в горах Центрального Кавказа на обоих его склонах. В этот период Осетия представляла собой конфедерацию горских обществ, которые располагались по различным ущельям, составлявших её территорию. Кударское общество (которое в некоторых поздних документах также называлось Часавальским) было крупнейшим среди них. Оно граничило с юга и востока с Дзауским (Джавским) обществом, на севере с Туальским обществом, а на западе — с местами расселения грузинов-рачинцев.
Кударское общество, как и большинство других осетинских обществ, было демократическим — управлялось народным собранием, которое называлось Ныхас (осет. ныхас — буквально «речь», «разговор», «беседа»), которое собиралось в ауле Саджилзаз, являвшимся центром общества. Здесь также находился народный суд (осет. тæрхон), регулировавший спорные вопросы между жителями общины.
По грузинской летописи до XVII века на территории Кударского общества жили рачинцы, а осетины-кударцы выходцы из Туалгома, с северного склона Кавказа. Кударское ущелье неоднократно подвергалось военным вторжениям со стороны Имеретии. В 1605 г. поход в земли южных осетин совершает имеретинский царь Ростом. Последнее нападение Имеретии на кударцев относится к 1770 г. Как сообщает персидский историк XVII века И. Мунши, осетины, жившие на южном Кавказе — благодаря прочным крепостям и географическому положению — сохраняли свою независимость от Имеретии.
Территорию кударцев того периода под названием Двалети описывает немецкий путешественник Иоганн Гюльденштедт.
Земли кударцев вошли в состав Российской империи вместе с другими южными обществами осетин.
Кударо этого времени посетил во время своего путешествия на Кавказ в 1837 г. немецкий ботаник-дендролог Карл Кох, который отмечал в своих записях:

В котловине Иерцо Осетия характеризуется совершенно другими чертами, которые отразились на её жителях и их жилищах. В то время как на востоке с его дикоромантическими долинами и ущельями осетины отличаются своим грубым образом жизни и воинственным нравом, жители долины Иерцо и округа Кударо, куда я вскоре добрался, шире и приветливее. Жители обитают мирно рядом друг с другом и занимаются скотоводством и земледелием. Также и стены домов здесь делают не из лежащих друг на друге камней, покрытых сверху плоской крышей; население срубает в соседних лесах деревья и строит себе из них жилища. Крыши здесь не плоские, а наклонные. Дома напоминают швейцарские…
Недалеко от Иерцо около селения Цоно из вышеназванного озера вытекает Квирила…
Из Иерцо… в сопровождении немногих осетин я достиг селения Самтарети, отстоящего в 2 часах езды… Деятельные жители селения приняли меня дружелюбно и снабдили лошадьми для дальнейшего путешествия… Находящиеся на склонах поля, как и в Швейцарии или Тюрингии, окружены изгородью; вдоль узких долин расположены луга. Навстречу выходили широкоплечие светловолосые и голубоглазые люди…
Вдоль Кирамулы дорога привела нас к вершине водопада и истокам реки… Внизу лежала приятная долина Джеджора со своими 9 селениями, а над ней возвышались снежные горы Кедела и ледник Риона… Спустившись, мы через 2—3 часа попали в долину Джеджоры, где я решил остановиться. Осетин, принадлежавший к братству кударов, принял меня в своем доме, находившемся в селении Чассавали…

Долина Джеджоры плодородная, и её жители отличаются миролюбием. Ранее, однако, они часто совершали набеги на Имеретию, так что царь Соломон совершил опустошительный поход в район Кударо и разрушил все замки, которые славились раньше и были больше, чем у остальных осетин. Поэтому и замок Чассавали стоит разрушенным и пустым…
В 1920-х годах кударские сёла вместе с остальными районами Юго-Осетии подверглись нападению вооружённых отрядов Грузинской Демократической Республики, что способствовало массовому оттоку беженцев на северные склоны Кавказа через горные перевалы. Некоторая часть выходцев из Кударского ущелья обосновались в новом поселении беженцев из всех ущелий Юго-Осетии, в селении Ногир (в основном центральная часть села). Лидерами кударцев в Ногире были Бадила Гагиев и Доментий Хугаев.
С образованием в 1922 году Юго-Осетинской автономной области земли кударцев стали входить в район Кударо, а позже были включены в состав образованного Джавского района.
В 1940 возле исторического селения Часавал построен посёлок городского типа Кваиси (Квайса) (посёлок шахтёров).

## Расселение
Территория расселения кударцев составляет историко-этнографический район Кударо, в основном занимающий земли в бассейне Джоджоры (Стырдон), а также в долине Кведрулы (Козидон) и в верховьях Квирилы.
До установления в регионе российской администрации население указанной территории составляло Кударское общество, которое состояло из собственно Кударской (в бассейне Джоджоры) и Цонской (в верхнем течении Квирилы) общин.
В качестве составных частей Кударского общества иногда могли рассматриваться и общества в ущельях Пацагом и Чеселт, располагавшихся восточнее и отделявшихся от Кударо Рачинским хребтом.
В Кударском обществе находилось множество крупных и мелких населённых пунктов, некоторые из которых ныне уже заброшены или не имеют постоянного населения.

### Современное расселение
Современные места проживания кударцев охватывают историческое Кударское ущелье, современный Знаурский район, частично Цхинвальский район, сёла Пригородного района: Ногир (частично, с 1922 г.), сёла Михайловское (частично), Сунжа (полностью с 1944 г.), Октябрьское (полностью с 1944 г.), Камбилеевское (полностью с 1944 г.), Ир (частично с 1944 г.), Тарское (частично с 1944 г.), Донгарон (частично с 1944 г.), Дачное (частично с 1993 г.), Гизель (незначительное количество), Нижняя Саниба (частично), а также город Владикавказ и посёлки городского округа Владикавказ — Южный, Редант, 2 Редант, Балта, Карца. Компактное расселение кударцев наблюдается в сёлах Эльхотово, Иран, Ставд-Дурта, Комсомольское, Красногор, Кирова, Мичурино, Майрамадаг, Нарт, город Алагир (незначительно), и других поселениях.

## Особенности языка
Кударцы говорят на кударо-джавском наречии иронского диалекта осетинского языка. По всем основным фонетическим, морфологическим и лексическим признакам кударо-джавское наречие смыкается с иронским и противопоставляется дигорскому диалекту.
Некоторые учёные, как например Г. С. Ахвледиани, Ю. А. Дзиццойты и И. Гершевич выделяют кударо-джавское наречие в качестве третьего диалекта в осетинском языке (в частности, на основании особой парадигмы будущего времени глагола). И. Гершевич, кроме того, указывал на близость кударо-джавского с рядом скифских рефлексов, считая этот диалект потомком скифского языка, в отличие от иронского диалекта, который, по его мнению, является потомком сарматского. В свою очередь Ф. Тордарсон полагал, что кударо-джавское наречие в некотором отношении представляет собой более архаичный диалект, в отличие от родственных ему северо-иронских. А Я. Харматта высказывал мнение о возможной связи некоторых рефлексов в старо-кудароджавском непосредственно с древнеиранскими.

## Религия
Большинство кударцев являются православными христианами. Также среди кударцев популярны традиционные осетинские верования, сохранившиеся с дохристианских времен и подвергшиеся значительному влиянию христианства на определённых исторических этапах.

## Родовой строй
Кударцы, как и все осетины, сохранили свою родовую организацию и делятся на большие родственные группы — фамилии (осет. мыггаг), ведущие своё происхождение от общего родоначальника, чьё имя и является их названием. Фамилии же, в свою очередь, могут быть патронимическими ветвями более крупной родовой группы, включающей в себя несколько родственных фамилий (осет. æрвадæлтæ).
По народным преданиям иронцев все иронские фамилии происходят от пяти колен, идущих от пяти сыновей легендарного Ос-Багатара, который считается прародителем всех иронцев. Основная часть населения ущелья, происходит от переселившихся в эти места пятерых сыновей Гулара, происходящего от Цахила — младшего сына Ос-Багатара. Иронцы Северной Осетии, единственным самоназванием которых является этноним iron, не дают этого названия ни дигорцам, ни туальцам, ни тем более южным осетинам — кударцам. Дигорцы также не распространяют этноним iron на южных осетин.